# مائوریتزیو دومیزی
مائوریتزیو دومیزی (انگلیسی: Maurizio Domizzi؛ زادهٔ ۲۸ ژوئن ۱۹۸۰) بازیکن فوتبال اهل ایتالیا است.
از باشگاه‌هایی که در آن بازی کرده‌است می‌توان به باشگاه ورزشی لاتزیو، باشگاه فوتبال مودنا، باشگاه فوتبال آسکولی، باشگاه فوتبال اودینزه، باشگاه فوتبال برشا، باشگاه فوتبال ونتزیا، باشگاه فوتبال سمپدوریا، باشگاه فوتبال آ.ث. میلان، باشگاه فوتبال لیورنو، و باشگاه فوتبال ناپولی اشاره کرد.